# Hyllus pulcherrimus
Hyllus pulcherrimus là một loài nhện trong họ Salticidae.
Loài này thuộc chi Hyllus. Hyllus pulcherrimus được Elizabeth Maria Gifford Peckham & George William Peckham miêu tả năm 1907.